# Vrbica (gmina Pljevlja)
Vrbica (cyr. Врбица) – wieś w Czarnogórze, w gminie Pljevlja. W 2011 roku liczyła 47 mieszkańców.